# Tituly a vyznamenání Michaila Alexandroviče Romanova

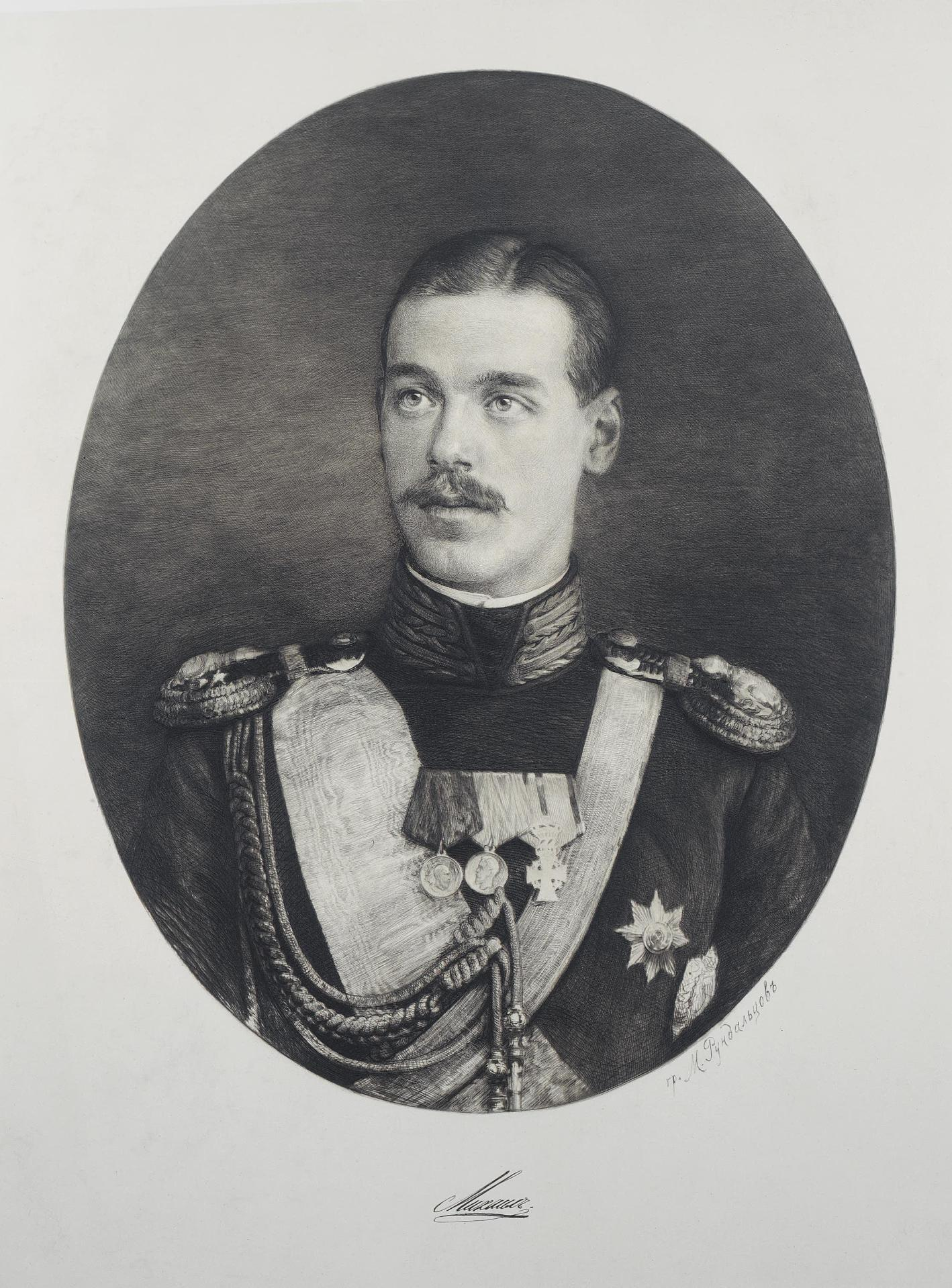
Michail Alexandrovič Romanov v uniformě s několika vyznamenáními

Michail Alexandrovič Romanov, velkokníže ruský, nejmladší syn cara Alexandra III. a Marie Fjodorovny a vojevůdce, obdržel během svého života řadu ruských i zahraničních titulů a vyznamenání.

## Tituly
- 22. listopadu 1878 – 1886: Imperátorská Výsost gosudar velkokníže (v roce 1886 byl schválen nový zákon Výnos o imperátorské rodině, který přisoudil titul gosudar carům a carevnám)
- 1886–1899: Imperátorská Výsost velkokníže
- 1899–1904: Imperátorská Výsost následník
- 1904–1918: Imperátorská Výsost velkokníže

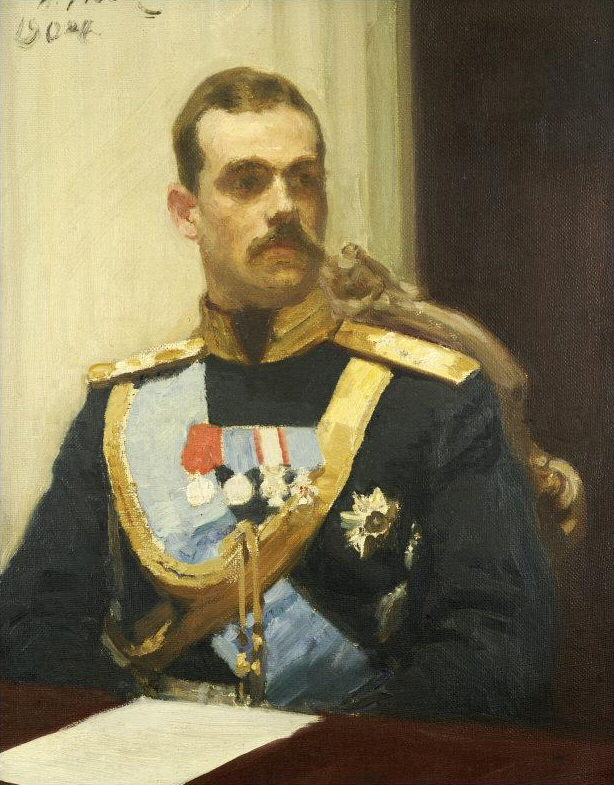
Portrét Michaila Alexandroviče Romanova v uniformě s několika vyznamenáními včetně šerpy Řádu svatého Ondřeje

## Vojenské hodnosti

Erb Michaila Alexandroviče Romanova jakožto rytíře Řádu zlatého rouna

- podporučík – 6. května 1884
- poručík – 22. listopadu 1901
- štábní kapitán – 22. listopadu 1904
- kapitán – 26. května 1908
- plukovník – 29. března 1909
- generálmajor – 23. srpna 1914
- generálporučík – 2. července 1916
- generál pobočník – 1. září 1916

## Vyznamenání

### Ruská vyznamenání
- rytíř Řádu svatého Ondřeje – 12. října 1878[1][2]
- rytíř Řádu svatého Alexandra Něvského – 12. října 1878 (podle statutu Řádu svatého Ondřeje)
- rytíř Řádu Bílého orla – 12. října 1878 (podle statutu Řádu svatého Ondřeje)
- rytíř I. třídy Řádu svaté Anny – 12. října 1878 (podle statutu Řádu svatého Ondřeje)
- rytíři I. třídy Řádu svatého Stanislava – 12. října 1878 (podle statutu Řádu svatého Ondřeje)[3]
- Pamětní medaile Alexandra III. – 17. března 1896
- Korunovační medaile Mikuláše II. – 26. května 1896
- Řád svatého Vladimíra IV. třídy, civilní divize – 22. listopadu 1905[4]
- Řád svatého Vladimíra IV. třídy s meči – 1916[4]
- Řád svatého Jiří IV. třídy – leden 1915[5]

### Zahraniční vyznamenání
- Černohorské knížectví
  -  velkokříž Řádu knížete Danila I. – 17. května 1896[6]
- Dánsko
  -  rytíř Řádu slona – 6. srpna 1897[1][2][7][8]
  - Jubilejní medaile – 15. července 1898
  -  velkokříž Řádu Dannebrog – 1. ledna 1899
  -  Čestný kříž Řádu Dannebrog – 27. září 1899[9]
- Ernestinská vévodství
  -  velkokříž Vévodského sasko-ernestinského domácího řádu – 9. listopadu 1899
- Francie
  -  velkokříž Řádu čestné legie – 14. dubna 1901[1]
- Hesenské velkovévodství
  -  velkokříž Řádu Ludvíkova – 26. listopadu 1894[10]
- Italské království
  -  rytíř Řádu zvěstování – 16. ledna 1901[1][2][7][11]
- Japonsko
  -  velkokříž Řádu chryzantémy – 8. září 1900[7][12]
- Meklenbursko
  -  velkokříž Domácího řádu vendické koruny – 16. července 1894
- Norsko
  -  velkokříž Řádu svatého Olafa – 22. června 1906[7][13]
  - Pamětní medaile stříbrného výročí korunovace krále Haakona VII. – 6. června 1906
- Oldenburské velkovévodství
  -  velkokříž s korunou Domácího záslužného řádu vévody Petra Fridricha Ludvíka – 26. června 1902[7]
- Pruské království
  -  rytíř Řádu černé orlice – 15. prosince 1901[1][2][14][15]
  -  velkokomtur s řetězem Královského hohenzollernského domácího řádu – 23. května 1905[7]
- Portugalské království
  -  velkokříž Řádu Kristova – 17. května 1901[7]
  -  velkokříž Řádu avizských rytířů – 17. května 1901[7]
- Rakousko-Uhersko
  -  velkokříž Královského uherského řádu svatého Štěpána – 15. května 1897[1]
- Rumunsko
  -  velkokříž Řádu rumunské hvězdy – 8. července 1898
- Řecko
  -  důstojník Řádu Spasitele – 22. září 1900
- Sasko-výmarsko-eisenašské vévodství
  -  velkokříž Řádu bílého sokola – 25. května 1896
- Siam
  -  rytíř Řádu Mahá Čakrí – 4. července 1897[7][16]
- Spojené království
  -  rytíř Podvazkového řádu – 15. července 1902[1][2][17][18]
  -  čestný rytíř velikoříže Řádu lázně – 15. února 1901[1][19]
  -  Korunovační medaile Eduarda VII. – 19. srpna 1902
- Španělsko
  -  rytíř Řádu zlatého rouna – 26. prosince 1901[1][2][20]
- Švédsko
  -  rytíř Řádu Serafínů – 12. května 1908[2][21]